# Mooses Tooth
Mooses Tooth, auch The Moose’s Tooth oder Moose’s Tooth (engl. für „Elchzahn“), ist ein 3139 m (nach anderen Quellen 3150 m) hoher Berg in der Alaskakette in Alaska in den USA.

## Geografie
Der Berg befindet sich im westlich-zentralen Abschnitt der Alaskakette 22,7 km südöstlich vom Denali. Die Great Gorge, ein Abschnitt des Ruth-Gletschers, verläuft unterhalb der Westflanke des Berges. An der Nordostflanke des Berges liegt das Nährgebiet des Buckskin-Gletschers. Etwa 640 m südsüdöstlich erhebt sich der etwas niedrigere Bear Tooth. Beide Gipfel gehören zu einem Felsmassiv, das verschiedene anspruchsvolle Kletterrouten bietet.

## Besteigungsgeschichte
Die Erstbesteigung gelang im Jahr 1964 einer von Walter Welsch geführten deutschen Expedition. Am 2. Juni 1964 erreichten Walter Welsch, Klaus Bierl, Arnold Hasenkopf und Alfons Reichegger den Hauptgipfel über den West- und Mittelgipfel.
2013 schaffen Dani Arnold und David Lama eine Erstbesteigung über die neue "Bird of Prey" genannten Route, indem sie als erste an der 1500 Meter hohen Ostwand aufstiegen.